# Bastione di Santa Barbara
Il bastione di Santa Barbara è una fortificazione costiera situata nel comune di Monte Argentario, nella frazione di Porto Ercole. La struttura fortificata è parte integrante sia del sistema difensivo del promontorio dell'Argentario sia di quello del borgo, essendo di fatto parte integrante delle mura di Porto Ercole.

## Storia
La fortificazione costiera venne costruita in epoca rinascimentale dai Senesi, più precisamente nella seconda metà del Quattrocento, nel luogo in cui sorgeva una preesistente struttura bizantina del VII secolo. La struttura difensiva, integrata nelle mura di Porto Ercole e nel sistema difensivo che la Repubblica di Siena aveva allestito lungo le coste dell'Argentario, venne progettata da Francesco di Giorgio Martini. Le funzioni a cui erano adibito erano quelle di avvistamento, di difesa e offesa, essendo in posizione dominante rispetto al Porto Vecchio di Porto Ercole, che era l'infrastruttura che doveva proteggere.
Il bastione rimase intatto nei propri elementi architettonici fino al 1846, anno in cui la fortificazione subì gravi danni per un leggero evento franoso. I successivi interventi di ristrutturazione e messa in sicurezza modificarono in parte l'aspetto eliminando l'originario ingresso.

## Descrizione
Il bastione di Santa Barbara si presenta come una struttura fortificata dalla forma poligonale irregolare, con un possente basamento a scarpa che scende fino al livello del mare. Alto una decina di metri, il bastione si caratterizza per strutture murarie rivestite in pietra, che nella parte alta sommitale delimitano la terrazza, che si sviluppa poco al di sotto del livello della piazza principale del borgo, alla cui estremità opposta si affaccia il palazzo dei Governanti.
La struttura difensiva, conserva una delle due garitte che originariamente la caratterizzavano: questa si presenta a pianta circolare, con apertura ad arco tondo, che dava rifugio e nascondiglio alla sentinella di turno.
Originariamente, il bastione includeva anche la polveriera.